# V (Live)
V is het vijfde album van de Amerikaanse band Live. Het kwam uit in 2001 bij Radioactive Records. De cd werd gemixt door onder andere Tim Palmer en Ben Grosse. Van dit album kwamen in Nederland drie singles uit: Overcome, Forever May Not Be Long Enough en Simple Creed. Het nummer ‘’Flow’’ kreeg achtergrondzang van Adam Duritz.

## Nummers
1. Intro
2. Simple Creed
3. Deep Enough
4. Like a Soldier
5. People Like You
6. Transmit Your Love
7. Forever May Not Be Long Enough
8. Call Me a Fool
9. Flow
10. The Ride
11. Nobody Knows
12. Ok?
13. Overcome
14. Hero of Love
15. Deep Enough (Remix)[1]